# Christian Mawissa
Christian Mawissa Elebi, né le 18 avril 2005 à Saint-Jean-de-Verges en France, est un footballeur français qui évolue au poste de défenseur central à l'AS Monaco.

## Biographie

### Carrière en club
Né à Saint-Jean-de-Verges en Ariège, Christian Mawissa Elebi grandit à Saint-Quentin-la-Tour et commence le football au FC Pays d’Olmes avant de passer par le FC Mirepoix, le FC Coussatois et le FC Coussa-Hers, où Logan Delaurier-Chaubet également passé pro depuis l'avait précédé de quelques années. Il rejoint le centre de formation du Toulouse FC en 2017 alors qu'il est courtisé par l'AS Monaco et les Girondins de Bordeaux, qui apprécient son profil de défenseur central gaucher habile du pied droit. En 2018, il intègre le pôle espoirs de Castelmaurou, pour deux ans de préformation. Il impressionne dans les différentes catégories de jeunes, notamment par son physique et est où il est toujours surclassé.
Le 29 décembre 2022, il fait sa première apparition en professionnel avec le Toulouse FC en étant aligné arrière droit titulaire par Philippe Montanier lors de la seizième journée de Ligue 1 contre l'Olympique de Marseille, il a alors dix-sept ans et huit mois,. Il ne peut toutefois pas éviter la défaite de son équipe qui s'incline par six buts à un ce jour-là. C'est lors de la saison 2023-2024 que Mawissa parvient à saisir davantage d'opportunités pour obtenir plus de temps de jeu, aux côtés notamment du gardien Guillaume Restes, également de l'année 2005.
Le 11 août 2024, Christian Mawissa rejoint l'AS Monaco. Il signe un contrat de cinq ans, soit jusqu'en juin 2029. Le transfert est estimé à 16 millions d'euros.

### Carrière en sélection
En avril 2022, Christian Mawissa Elebi est sélectionné avec l'équipe de France des moins de 17 ans pour participer à l'Euro 2022 organisé en Israël.
La France se qualifie pour la finale après une séance de tirs au but face au Portugal le 29 mai 2022,. Il est titularisé en défense centrale aux côtés d'El Chadaille Bitshiabu lors de la finale jouée le 1er juin 2022 face aux Pays-Bas, et remportée par les jeunes français sur le score de deux buts à un.
En juin 2025, il est sélectionné pour participer à l'Euro espoirs.  

## Statistiques
| Saison                | Club                  | Championnat           | Championnat | Championnat | Championnat | Coupe(s) nationale(s) | Coupe(s) nationale(s) | Coupe(s) nationale(s) | Compétition(s) continentale(s) | Compétition(s) continentale(s) | Compétition(s) continentale(s) | Compétition(s) continentale(s) | Total | Total | Total |
| Saison                | Club                  | Division              | M.          | B.          | P.d.        | M.                    | B.                    | P.d.                  | Comp.                          | M.                             | B.                             | P.d.                           | M.    | B.    | P.d.  |
| 2022-2023             | Toulouse FC           | Ligue 1               | 2           | 0           | 0           | 1                     | 0                     | 0                     | -                              | -                              | -                              | -                              | 3     | 0     | 0     |
| 2023-2024             | Toulouse FC           | Ligue 1               | 17          | 2           | 0           | 3                     | 0                     | 0                     | C3                             | 2                              | 0                              | 0                              | 22    | 2     | 0     |
| Sous-total            | Sous-total            | Sous-total            | 19          | 2           | 0           | 4                     | 0                     | 0                     | -                              | 2                              | 0                              | 0                              | 25    | 2     | 0     |
| 2024-2025             | AS Monaco FC          | Ligue 1               | 22          | 0           | 0           | -                     | -                     | -                     | C1                             | 6                              | 0                              | 1                              | 28    | 0     | 1     |
| 2025-2026             | AS Monaco FC          | Ligue 1               | 1           | 0           | 0           | -                     | -                     | -                     | C1                             | 0                              | 0                              | 0                              | 1     | 0     | 0     |
| Sous-total            | Sous-total            | Sous-total            | 23          | 0           | 0           | -                     | -                     | -                     | -                              | 6                              | 0                              | 1                              | 29    | 0     | 1     |
| Total sur la carrière | Total sur la carrière | Total sur la carrière | 42          | 2           | 0           | 4                     | 0                     | 0                     | -                              | 8                              | 0                              | 1                              | 54    | 2     | 1     |

## Palmarès

### Palmarès collectif
| Toulouse FC                                | France -17 ans                                       |
| ------------------------------------------ | ---------------------------------------------------- |
| - Trophée des Champions - Finaliste : 2023 | - Championnat d'Europe -17 ans : - Vainqueur : 2022. |